# الرجل الذي باع ظهره
الرجل الذي باع ظهره (بالإنجليزية: The Man Who Sold His Skin)‏ هو فيلم درامي من إنتاج مشترك، إخراج كوثر بن هنية، ومرشح لجائزة الأوسكار لعام 2021 لصنف الأفلام الأجنبية في دورتها الثالثة و التسعين، شاركت فيه الممثلة الإيطالية العالمية مونيكا بيلوتشي.
```
الفيلم يحوي لغات متعددة هي 
العربية
 
والإنكليزية
 
والفرنسية
 
والفلمنكية
.
```

## قصة الفيلم
يحكي الفيلم قصة مهاجر من سوريا فر من بلده إلى لبنان خوفا وهربا من الحرب الطاحنة التي تدور هناك، ثم عزم على السفر إلى أوروبا للقاء حبيبته، وأنه في سبيل ذلك وافق على أن يرسم وشم على ظهره من قبل أشهر الفنانين هناك، ليتحول بذلك جسده إلى لوحة فنية. وفي خضم كل ذلك، يكتشف أنه فقد حريته التي لطالما كان يطاردها و يبحث عنها.

## تمثيل
- يحيى مهايني في دور سام علي
- ديا ليان في دور عبير
- كوين دي باو في دور جفري
- مونيكا بيلوتشي في دور ثريا والدي
- سعد لوستان في دور زياد
- دارينا الجندي في دور أم سام
- جان دحدوح في دور حازم
- كريستيان فاديم في دور ويليام

## جوائز
| الجائزة                          | موعد الاحتفالية                          | التصينف                               | مستلم الجائزة       | النتيجة | مرجع  |
| -------------------------------- | ---------------------------------------- | ------------------------------------- | ------------------- | ------- | ----- |
| جائزة الأوسكار                   | حفل توزيع جوائز الأوسكار الثالث والتسعون | جائزة الأوسكار لأفضل فيلم بلغة أجنبية | كوثر بن هنية        | رُشِّح     | [ 7 ] |
| مهرجان ستوكهولم السينمائي الدولي | 19 نوفمبر 2020                           | الحصان البرونزي (أفضل فيلم)           | كوثر بن هنية        | رُشِّح     | [ 8 ] |
| مهرجان ستوكهولم السينمائي الدولي | 19 نوفمبر 2020                           | أفضل سيناريو                          | كوثر بن هنية        | فوز     | [ 8 ] |
| مهرجان البندقية السينمائي 77     | 12 سبتمبر 2020                           | أفضل فيلم (عبر الأفق)                 | الرجل الذي باع ظهره | رُشِّح     | [ 9 ] |
| مهرجان البندقية السينمائي 77     | 12 سبتمبر 2020                           | أفضل ممثل قسم أوريزونتي               | يحيى محيني          | فوز     | [ 9 ] |

## روابط خارجية
- الرجل الذي باع ظهره على IMDB
- الرجل الذي باع ظهره على موقع Rotten Tomato